# Абия прибайкальская
Абия прибайкальская (лат. Abia semenoviana) — вид булавоусых пилильщиков (Cimbicidae) из надсемейства Tenthredinoidea. Эндемик Восточной Сибири. Описан по самкам длиной 11,5 мм. Тело металлически блестящее, голубовато-зелёное, сверху на задней части груди и на голове с золотистым оттенком. Усики 7-члениковые, рыжие; 4—7-й членики образуют булаву. Вид обнаружен в окрестностях посёлка Култук на южном берегу озера Байкал и в юго-восточном Забайкалье в Даурском заповеднике (Читинская область)
.

## Охранный статус
Вид внесён в Красную книгу России (категория 2 — сокращающийся в численности вид), Красную книгу Забайкальского края и Красную книгу Иркутской области. Вид очень редкий, и учёт его численности не проводился.